# Milevský potok
Milevský potok je potok v Jihočeském kraji, pravostranný přítok říčky Smutné, který odvodňuje menší území na východě okresu Písek. Délka toku činí 20,0 km. Plocha povodí měří 76,8 km².

## Průběh toku

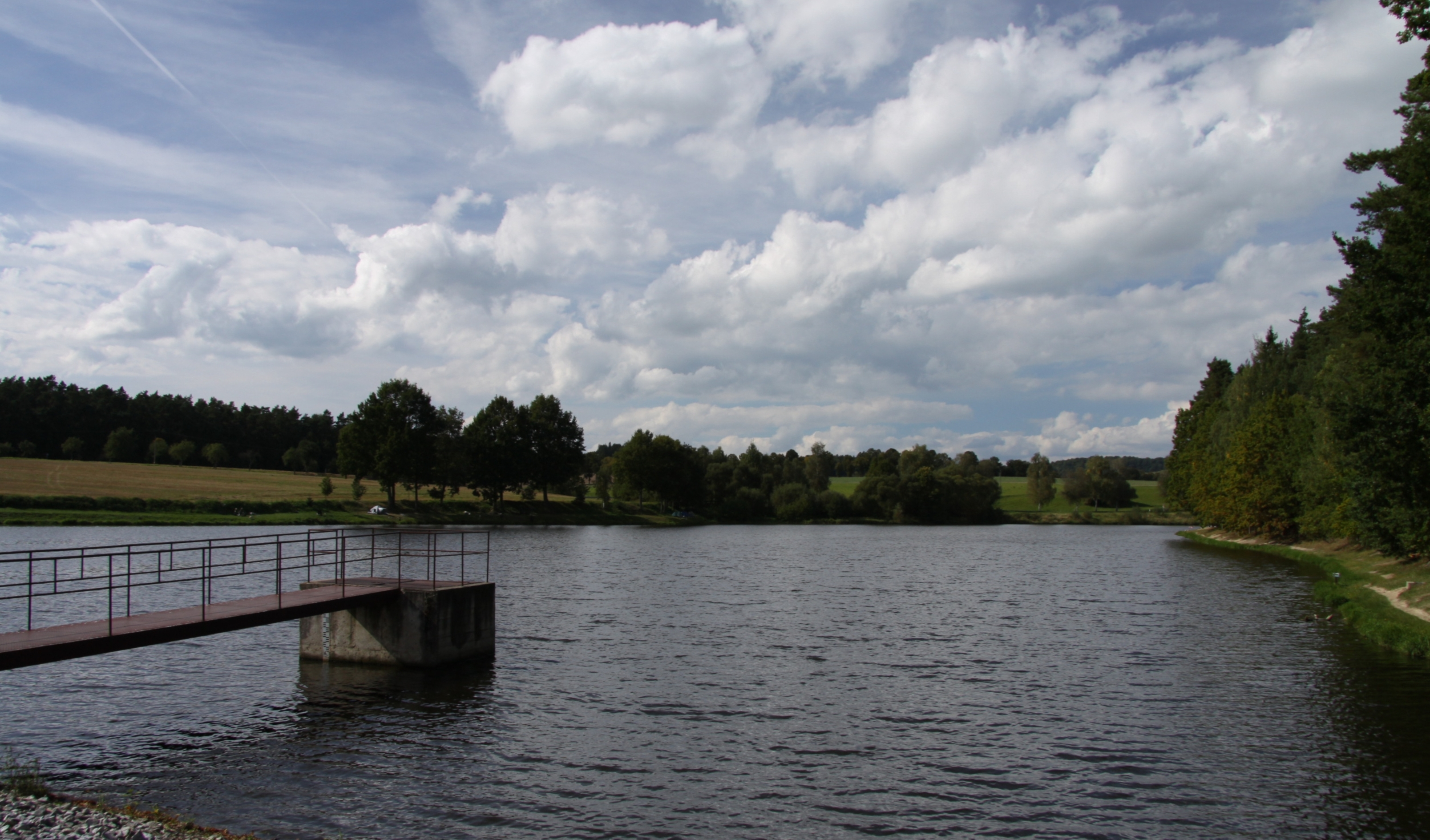
Rybník Váša

Pramení severně nad obcí Chyšky v nadmořské výšce okolo 655 m. Od Chyšek teče jihozápadním směrem ke vsi Branišovice, stáčí se na jih, napájí rybník Marván, přijímá několik kratších bezejmenných potůčků a protéká rybníkem Hrůzák. Před Milevskem napájí rybník Váša a Korunský rybník, pak stáčí se k jihovýchodu a přibírá vodu z Držkrajovského a Pytláckého potoka. Dále teče kolem Sepekova a přijímá vodu z rybníka Tovaryš a pak, jižně pod rybníkem Chobot, v místě  „U Krajíců“ vtéká zprava do říčky Smutné a s ní pokračuje k Lužnici (pod Bechyní).

### Větší přítoky
- levé – Blehovský potok, Držkrajovský potok
- pravé – Pytlácký potok, Líšnický potok

## Vodní režim
Průměrný průtok u ústí činí 0,37 m³/s.
Hlásný profil:
| místo    | říční km | plocha povodí | průměrný průtok (Qa) | stoletá voda (Q100) |
| -------- | -------- | ------------- | -------------------- | ------------------- |
| Milevsko | 8,42     | 39,57 km²     | 0,20 m³/s            | 41,0 m³/s           |